# Kameroenfrankolijn
De kameroenfrankolijn (Pternistis camerunensis; synoniem: Francolinus camerunensis) is een vogel uit de familie fazantachtigen (Phasianidae). De wetenschappelijke naam van de soort is voor het eerst geldig gepubliceerd in 1909 door Boyd Alexander. Het is een bedreigde, endemische vogelsoort in Kameroen.

## Herkenning
Dit hoen is ongeveer 33 cm lang en weegt gemiddeld 509 (vrouwtje) of 590 (mannetje). De vogel lijkt op de bamboefrankolijn (P. nobilis), maar is donkerder bruin van boven vooral op de nek en de kruin. De vogel is van onder donkergrijs,geleidelijk donkerder grijs naar de onderstaartdekveren toe. De arm-, hand- en staartpennen zijn donkerbruin. De snavel is rood, de iris is bruin met rond het oog een opvallende, naakte, rode huid. Het vrouwtje verschilt niet zo sterk van het mannetje, ze is kleiner en heeft meer bruine vlekken en streepjes in het verenkleed.

## Verspreiding en leefgebied
De soort is endemisch in Kameroen en komt alleen voor op de hellingen van Mount Cameroon tussen de 850 en 2100 m boven zeeniveau Het leefgebied bestaat uit zowel natuurlijk als secundair bos, mits voorzien van dicht struikgewas.

## Status
De kameroenfrankolijn heeft een beperkt verspreidingsgebied en daardoor is de kans op uitsterven aanwezig. De grootte van de populatie werd in 2016 door BirdLife International geschat op  600 tot 1700  volwassen individuen en de populatie-aantallen nemen af door habitatverlies. Het leefgebied wordt aangetast door ontbossing veroorzaakt door branden. Natuurlijke branden veroorzaakt door lavastromen zijn op zich geen probleem (want betrekkelijk zeldzaam), wel de bewust aangestoken branden door jagers. Om deze redenen staat deze soort als bedreigd op de Rode Lijst van de IUCN.